# 若宮神社 (牧之原市)
若宮神社（わかみやじんじゃ）は、静岡県牧之原市地頭方地区の氏神を祀る神社。例大祭は毎年10月第2土曜日曜に2日続けて行われる。新穀で牛の舌餅を作り例祭に奉献し、一般参拝に頒けるという特殊神事がある。

## アクセス
- 金谷御前崎連絡道路（南遠道路）地頭方インターチェンジより約900m